# Robert Wagner

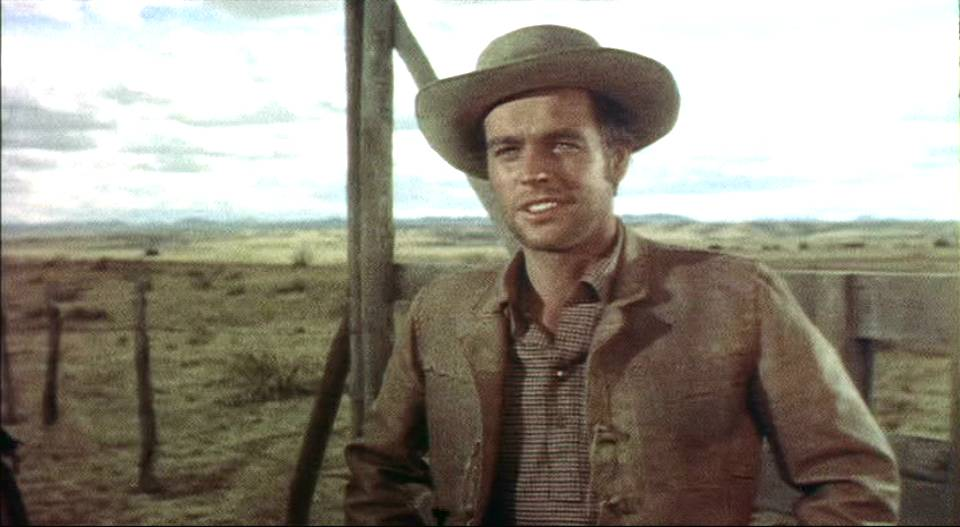
Robert Wagner în filmul „Broken Lance” (1954)

Robert Wagner (n. 10 februarie 1930) este un actor american de film și TV.

## Filmografie
- 1976 Bătălia de la Midway (Midway), regia Jack Smight

### Film
| An   | Titlu                                       | Rol                                  | Note                     |
| ---- | ------------------------------------------- | ------------------------------------ | ------------------------ |
| 1951 | The Frogmen                                 | Lt. (jg) Franklin                    |                          |
| 1951 | Halls of Montezuma                          | Pvt. Coffman                         |                          |
| 1951 | Let's Make It Legal                         | Jerry Denham                         |                          |
| 1952 | With a Song in My Heart                     | GI Paratrooper                       |                          |
| 1952 | Stars and Stripes Forever                   | Willie Little                        |                          |
| 1952 | What Price Glory?                           | Private Lewisohn                     |                          |
| 1953 | Beneath the 12-Mile Reef                    | Tony Petrakis                        | Primul său rol principal |
| 1953 | Titanic                                     | Gifford "Giff" Rogers                |                          |
| 1953 | The Silver Whip                             | Jess Harker                          |                          |
| 1954 | Broken Lance                                | Joe Devereaux                        |                          |
| 1954 | Prince Valiant                              | Prince Valiant                       |                          |
| 1955 | White Feather                               | Josh Tanner                          |                          |
| 1956 | A Kiss Before Dying                         | Bud Corliss                          |                          |
| 1956 | Between Heaven and Hell                     | Sam Gifford                          |                          |
| 1956 | The Mountain                                | Christopher Teller                   |                          |
| 1957 | The True Story of Jesse James               | Jesse James                          |                          |
| 1957 | Stopover Tokyo                              | Mark Fannon                          |                          |
| 1958 | The Hunters                                 | Lt. Pell                             |                          |
| 1958 | In Love and War                             | Frank "Frankie" O'Neill              |                          |
| 1959 | Say One for Me                              | Tony Vincent                         |                          |
| 1960 | All the Fine Young Cannibals                | Chad Bixby (based on Chet Baker)     |                          |
| 1961 | Sail a Crooked Ship                         | Gilbert Barrows                      |                          |
| 1962 | The Longest Day                             | US Army Ranger                       |                          |
| 1962 | The War Lover                               | Lt Ed Boland                         |                          |
| 1962 | The Condemned of Altona                     | Werner von Gerlach                   |                          |
| 1963 | The Pink Panther                            | George Lytton                        |                          |
| 1966 | Harper                                      | Allan Taggert                        |                          |
| 1967 | Banning                                     | Mike Banning                         |                          |
| 1968 | The Biggest Bundle of Them All              | Harry Price                          |                          |
| 1968 | Don't Just Stand There!                     | Lawrence Colby                       |                          |
| 1969 | Winning                                     | Luther Erding                        |                          |
| 1972 | Madame Sin                                  | Anthony Lawrence                     |                          |
| 1974 | The Towering Inferno                        | Dan Bigelow                          |                          |
| 1976 | Midway                                      | Lieutenant Commander Ernest L. Blake |                          |
| 1979 | The Concorde ... Airport '79                | Kevin Harrison                       |                          |
| 1983 | Curse of the Pink Panther                   | George Lytton                        |                          |
| 1983 | I Am the Cheese                             | Dr. Brint                            |                          |
| 1991 | Delirious                                   | Jack Gates (nemenționat)             |                          |
| 1992 | The Player                                  |                                      |                          |
| 1993 | Dragon: The Bruce Lee Story                 | Bill Krieger                         |                          |
| 1997 | Austin Powers: International Man of Mystery | Number Two                           |                          |
| 1998 | Wild Things                                 | Tom Baxter                           |                          |
| 1999 | Crazy in Alabama                            | Harry Hall                           |                          |
| 1999 | Austin Powers: The Spy Who Shagged Me       | Number Two                           |                          |
| 2000 | Play It to the Bone                         | Hank Goody                           |                          |
| 2000 | Becoming Dick                               | Edward                               |                          |
| 2001 | Sol Goode                                   | Sol's Dad                            |                          |
| 2002 | Austin Powers in Goldmember                 | Number Two                           |                          |
| 2003 | Hollywood Homicide                          | Rolul său                            |                          |
| 2006 | Everyone's Hero                             | Mr. Robinson                         | Doar rol de voce         |
| 2006 | Hoot                                        | Mayor Grandy                         |                          |
| 2007 | Netherbeast Incorporated                    | President James Garfield             |                          |
| 2007 | Man in the Chair                            | Taylor Moss                          |                          |
| 2007 | A Dennis the Menace Christmas               | Mr. Wilson                           |                          |
| 2009 | The Wild Stallion                           | Novak                                |                          |
| 2010 | Life's a Beach                              | Tom Wald                             |                          |
| 2014 | The Hungover Games                          | Liam                                 |                          |
| 2016 | Thirty Nine                                 | Father                               |                          |
| 2016 | Lend a Hand for Love                        | Narator                              | Scurtmetraj              |
| 2017 | What Happened to Monday                     | Charles Benning                      |                          |
| 2020 | Jay Sebring....Cutting to the Truth         | Rolul său                            | Documentar               |
| 2021 | Space Jam: A New Legacy                     | Number Two                           | Imagini de arhivă        |
| 2021 | Trail Blazers                               | Owen                                 | Pre-productie            |

### Televiziune
| An        | Titlu                                  | Rol                                     | Note |
| --------- | -------------------------------------- | --------------------------------------- | --- |
| 1953      | Juke Box Jury                          | Rolul său                               | Nr. necunoscut de episoade |
| 1957      | The Dinah Shore Chevy Show             | Rolul său                               | 1 episod |
| 1963      | The Eleventh Hour                      | Kenny Walsh                             | Episodul: "And God Created Vanity" |
| 1966      | Bob Hope Presents the Chrysler Theatre | Lt. Commander Nick Raino / Harry Brophy | Episodul: "The Enemy on the Beach" and "Runaway Bay" |
| 1967      | How I Spent My Summer Vacation         | Jack Washington                         | Film TV |
| 1968–1970 | It Takes a Thief                       | Alexander Mundy                         | 66 episoade Nominalizare – Primetime Emmy Award for Outstanding Lead Actor in a Drama Series (1970) Nominalizare – Golden Globe Award for Best Actor – Television Series Drama (1970) |
| 1970      | The Name of the Game                   | Nick Freitas                            | Episodul: "The War Merchants" |
| 1970      | The Red Skelton Hour                   | Colossal Boy                            | Episodul: "The Family Business" |
| 1971      | The Name of the Game                   | Dave Corey                              | Episodul: "The Man Who Killed a Ghost" |
| 1971      | City Beneath the Sea                   | Brett Matthews                          | Film TV |
| 1972      | Killer by Night                        | Dr. Larry Ross                          | Film TV |
| 1972      | The Streets of San Francisco           | David J. Farr                           | Episodul: "Pilot" |
| 1972–1974 | Colditz                                | Flight Lieutenant Phil Carrington       | 14 episoade |
| 1973      | The Affair                             | Marcus Simon                            | Film TV |
| 1975      | The Abduction of Saint Anne            | Dave Hatcher                            | Film TV |
| 1975–1978 | Switch                                 | Pete T. Ryan                            | 71 episoade |
| 1976      | Death at Love House                    | Joel Gregory (Jr. & Sr.)                | Film TV |
| 1976      | Laurence Olivier Presents              | Brick                                   | Episodul: "Cat on a Hot Tin Roof" |
| 1977      | The Hardy Boys/Nancy Drew Mysteries    | Himself                                 | Episodul: "The Mystery of the Hollywood Phantom: Part II" |
| 1978      | The Critical List                      | Dr. Nick Sloan                          | Film TV |
| 1978      | Pearl                                  | Capt. Cal Lankford                      | Miniserial TV |
| 1979–1984 | Hart to Hart                           | Jonathan Hart                           | 111 episoade Nominated – Golden Globe Award for Best Actor – Television Series Drama (1980) Nominated – Golden Globe Award for Best Actor – Television Series Drama (1981) Nominated – Golden Globe Award for Best Actor – Television Series Drama (1983) Nominated – Golden Globe Award for Best Actor – Television Series Drama (1984) |
| 1980      | The Jacques Cousteau Odyssey           | Narrator                                | 2 episoade |
| 1981      | The Fall Guy                           | Himself                                 | Episodul: "The Meek Shall Inherit Rhonda" |
| 1984      | To Catch a King                        | Joe Jackson                             | Film TV |
| 1985–1986 | Lime Street                            | James Greyson Culver                    | 8 episoade |
| 1986      | There Must Be a Pony                   | Ben Nichols                             | Film TV |
| 1987      | Love Among Thieves                     | Mike Chambers                           | Film TV |
| 1988      | Windmills of the Gods                  | Milk Slade                              | Miniserial TV |
| 1988      | Indiscreet                             | Philip Adams                            | Film TV |
| 1989      | Around the World in 80 Days            | Alfred Bennett                          | Miniserial TV |
| 1991      | This Gun for Hire                      | "Raven"                                 | Film TV |
| 1991      | False Arrest                           | Ron Lukezic                             | Film TV |
| 1992      | Jewels                                 | Charles Davenport                       | Miniserial TV |
| 1993      | Les audacieux                          | Charles Madigan                         | Film TV |
| 1994      | Parallel Lives                         | Sheriff                                 | Film TV |
| 1994      | The Arsenio Hall Show                  | Himself                                 | One episode |
| 1994      | North & South: Book 3, Heaven & Hell   | Cooper Main                             | Miniserial TV |
| 1995      | Cybill                                 | Jonathan Hart                           | Uncredited Episodul: "Virgin, Mother, Crone" |
| 1997      | Seinfeld                               | Dr. Abbot                               | Episodul: "The Yada Yada" |
| 1999      | Fatal Error                            | Albert Teal                             | Film TV |
| 1999      | Camino de Santiago                     | William Derek                           | Miniserial TV |
| 2000      | Rocket's Red Glare                     | Gus Baker                               | Film TV |
| 2000      | Becoming Dick                          | Edward                                  | Film TV |
| 2001      | The Retrievers                         | Durham Haysworth                        | Film TV |
| 2003      | A Screwball Homicide                   | Sheldon Bennett                         | Film TV |
| 2003      | On the Spot                            | Barry Butters                           | Episodul: "Little Brenda Dynamite" |
| 2003–2006 | Hope & Faith                           | Jack Fairfield                          | 7 episoade |
| 2005      | The Simpsons                           | Himself                                 | Episodul: "Goo Goo Gai Pan" |
| 2005      | The Fallen Ones                        | Morton                                  | Film TV |
| 2005      | Category 7: The End of the World       | Senator Ryan Carr                       | Film TV |
| 2006      | Las Vegas                              | Alex Avery                              | Credited as Robert J. Wagner Episodul: "Cash Springs Eternal" |
| 2006      | Boston Legal                           | Barry Goal                              | episoade: "BL: Los Angeles" and "Spring Fever" |
| 2007      | Hustle                                 | Anthony Westley                         | Episodul: "As One Flew Out, One Flew In" |
| 2007–2008 | Two and a Half Men                     | Teddy Leopold                           | 5 episoade |
| 2008      | Pretty/Handsome                        | Scotch Fitzpayne                        | Episod pilot netransmis |
| 2008      | The Bonnie Hunt Show                   | Himself                                 | 1 episod |
| 2010–2019 | NCIS                                   | Anthony DiNozzo Sr.                     | 13 episoade |
| 2012      | Happily Divorced                       | Douglas                                 | Episodul: "Meet the Parents" |
| 2012      | The League                             | "Gumpa" Duke                            | Episodul: "Bro-Lo El Cordero" |
| 2013      | Futurama                               | Himself (voice)                         | Episode "Calculon 2.0" |
| 2014      | Hot in Cleveland                       | Jim                                     | Episodul: "Bossy Cups" |
| 2014      | Northpole                              | Santa Claus                             | Film TV |
| 2017      | Date My Dad                            | Armand                                  | Episodul: "Graduation Day" |
| 2018      | Donna's Inferno                        | The Evil One                            | Nr. necunoscut de episoade |